# كات ديلونا
كات ديلونا هي مغنية وراقصة أفريقية دومينيكانية الآصل وأمريكية الجنسية، وإسمها الكامل «كاثلين إمبيراتريز دي لونا» (بالإسبانية: Katherine Emperatriz DeLuna) وإسمها الفني كات ديلونا (بالإنجليزية: Kat DeLuna). ولدت في 17 نوفمبر 1987 في مدينة نيويورك في الولايات المتحدة، تغني آر أند بي وهيب هوب والبوب، من أشهر أغانيها whine up وغنت مع إيكون أغنية Push في سنة 2010.

## روابط خارجية
- كات ديلونا على موقع IMDb (الإنجليزية)
- كات ديلونا على موقع ميوزك برينز (الإنجليزية)
- كات ديلونا على موقع إن إن دي بي (الإنجليزية)
- كات ديلونا على موقع أول ميوزيك (الإنجليزية)
- كات ديلونا على موقع ديسكوغز (الإنجليزية)